# 1798

## Събития
- Остров Малта е завладян от тогавашния генерал Наполеон Бонапарт. След период от 268 години, настъпва краят на владението на архипелага от Рицарите Хоспиталиери.

## Родени
- Дионисиос Соломос, гръцки поет († 1857)
- Авксентий Велешки, български духовник († 1865)
- Уилям Мартин, британски зоолог († 1864)
- 19 януари – Огюст Конт, френски философ († 1857)
- 8 февруари – Михаил Павлович, велик княз на Русия († 1849)
- 2 април – Аугуст Хайнрих Хофман фон Фалерслебен, немски писател († 1874 г.)
- 26 април – Йожен Дьолакроа, френски художник († 1863)
- 14 юни – Франтишек Палацки, чешки историк († 1876)
- 11 юли – Паоло Сави, италиански геолог и зоолог († 1871)
- 16 юли – Александър Горчаков, руски политик († 1883)
- 12 октомври – Педро I, император на Бразилия († 1834)
- 5 ноември – Мария-Каролина от Двете Сицилии, херцогиня дьо Бери († 1870)
- 21 ноември – Жером-Адолф Бланки, френски икономист († 1854)
- 10 декември – Александър Брюлов, руски архитект и художник († 1877 г.)
- 24 декември – Адам Мицкевич, полски поет († 1855)

## Починали
- Ригас Велестинлис – гръцки революционер, мечтател на единна Балканска държава (* 1757)
- Сюлейман Кьорходжа, местен управник (* неизв.)
- 16 януари – Джон Далинг, британски военен деец (* ок. 1731)
- 12 февруари – Станислав Август Понятовски, последният полски крал и велик княз литовски (* 1732)
- 4 юни – Джакомо Казанова, италиански авантюрист (* 1725)
- 13 юни – Ригас Велестинлис, гръцки революционер (* 1757)
- 4 декември – Луиджи Галвани, италиански лекар и физик (* 1737)
- 16 декември – Томас Пенант, уелски естествоизпитател (* 1726)